# کوبرکا
کوبرکا (به لهستانی:  Kuberka) یک روستا در لهستان است که در گمینا گرودک واقع شده‌است.